# Соомаа
Со́ома́а (эст. Soomaa rahvuspark) — национальный парк в Эстонии, расположенный в приграничной западной части уезда Вильяндимаа. Национальный парк Соомаа был создан 8 декабря 1993 года, для защиты водно-болотных угодий, лугов и лесов. Название парка в переводе с эстонского означает «страна болот».

## География
Парк занимает площадь 398.44 км² и является вторым по величине национальным парком в Эстонии, после Лахемаа.

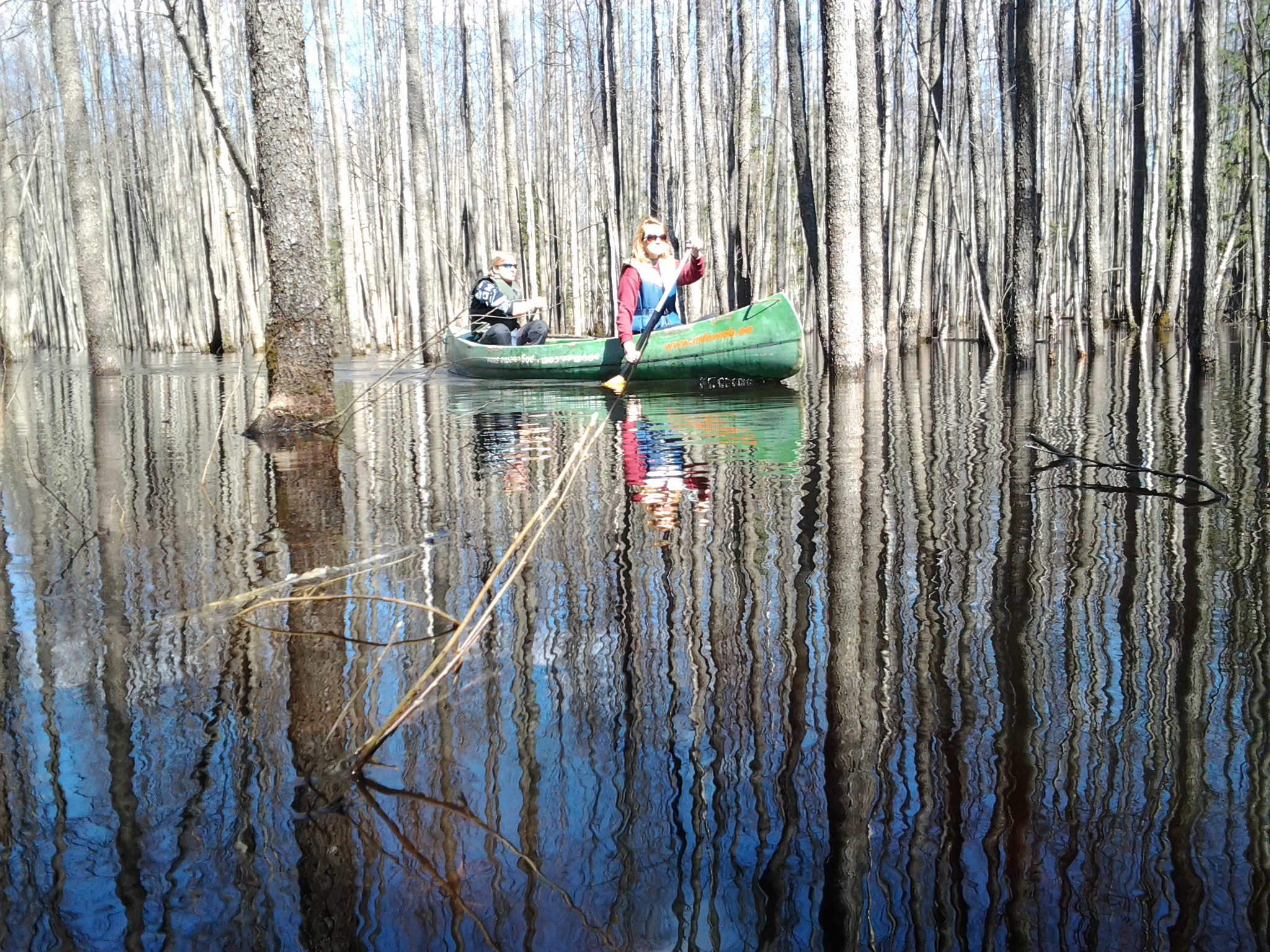
Туристы проплывают на лодке через затопленный лес

## Особенности
На территории парка большое количество болот, по притокам реки Пярну. В частности, на территории Соомаа находится топь Куресоо, или «журавлиное болото». На востоке парка расположены самые высокие в Эстонии дюны. Флора парка насчитывает 524 вида растений. Фауна птиц составляет 172 вида, в том числе беркут, средний кроншнеп (более чем 100 пар), золотистая ржанка (около 150 пар), редкий балтийский подвид кулика-чернозобика (Calidris alpina schinzii), дербник, белая куропатка и луговой лунь. Фауна млекопитающих —- 46 видов  (в частности, лось, бобр, волк и медведь).
Главной особенностью национального парка является весеннее половодье, при котором уровень воды в водоёмах повышается до 5 метров.